# Gandja
Gandja, Gəncə eller Ҝәнҹә er den næststørste by i Aserbajdsjan med ca. 331.400 (2015) indbyggere. Gennem tiderne har byen haft mange navne, bl.a. Elisavetpol og Kirovabad. Byen var hovedstad i den Aserbajdsjanske Demokratiske Republik fra 1918 til 1920. Den klassiske aserbajdjanske digter Nezami, som skrev på både persisk og tyrkisk, blev født i Gandja, og den georgiske digter Nikolos Baratasjvili døde der.

## Jordskælvet i 1139
1139 blev området ramt af et stort jordskælv med mange omkomne.